# Eucalyptus retusa
Eucalyptus retusa là một loài thực vật có hoa trong Họ Đào kim nương. Loài này được D.Nicolle, M.E.French & McQuoid mô tả khoa học đầu tiên năm 2008.